# Talijanski tenkovi u Drugom svjetskom ratu
Talijanski tenkovi u drugom svjetskom ratu bili su:
Laki tenkovi
- L3/35
- Fiat L6/40

Srednji tenkovi
- Fiat M11/39
- Fiat M13/40
- Fiat M14/40
- M15/42

Teški tenkovi
- P40